# Waimalu
Waimalu is een plaats (census-designated place) in de Amerikaanse staat Hawaï, en valt bestuurlijk gezien onder Honolulu County.

## Demografie
Bij de volkstelling in 2000 werd het aantal inwoners vastgesteld op 29.371.

## Geografie
Volgens het United States Census Bureau beslaat de plaats een oppervlakte van
15,8 km², waarvan 15,3 km² land en 0,5 km² water.

## Plaatsen in de nabije omgeving
De onderstaande figuur toont nabijgelegen plaatsen in een straal van 8 km rond Waimalu.